# Celtic Football Club
O The Celtic Football Club, conhecido simplesmente por Celtic, é um clube de futebol da Escócia sediado na cidade de Glasgow, que compete na Scottish Premiership, a mais alta divisão do futebol escocês, nunca tendo descido de divisão e ostentando como maior conquista a Liga dos Campeões da Europa, a principal competição europeia.
O Celtic joga seus jogos no Celtic Park, mais conhecido como Parkhead, tem capacidade para 60.832 pessoas, sendo este o maior estádio de futebol da Escócia. Na temporada 2006-07, por exemplo, o Celtic Park teve uma média de 57.927 pessoas por jogo, sendo esta a segunda maior, depois do Manchester United, de um clube de futebol do Reino Unido. Costuma ser conotado com os escoceses católicos e os descendentes de irlandeses. O seu grande rival local, o Rangers, pelo contrário, costuma ser associado aos escoceses protestantes (presbiterianos ou calvinistas). Os encontros entre estas equipes fazem o clássico mais importante da Escócia, The Old Firm.
Em 1967, o Celtic tornou-se o primeiro clube britânico a conquistar a Liga dos Campeões, que até então só havia sido conquistada por equipas italianas, portuguesas e espanholas, sendo esta a sua maior conquista. Nesta temporada o Celtic ganhou todas as competições que disputou: o Campeonato Escocês, a Taça da Escócia, a Taça da Liga Escocesa, a Liga dos Campeões e a Taça de Glasgow. O Celtic continua a ser o único clube escocês a ter chegado à final e é o único a ganhar o troféu com um time composto totalmente de jogadores pratas-da-casa; todos os jogadores ainda eram escoceses e nascidos num raio de 30 milhas do Celtic Park. Em 1970 o Celtic chegaria novamente a uma final da Liga dos Campeões, tendo sido batido pelo Feyenoord no prolongamento.
Em 2003, Martin O'Neill liderou a equipa à final da Taça UEFA em Sevilha, onde o Celtic perdeu por 3-2 frente ao FC Porto, no prolongamento. Cerca de 114.000 adeptos do Celtic viajaram até Sevilha para assistir à final - o maior número de adeptos que viajaram para acompanhar um único jogo, segundo a UEFA e a Organização Governamental do Futebol Europeu.
O Celtic foi ainda campeão 55 vezes da Scottish Premiership, a última na temporada 2024–25, 42 vezes da Copa da Escócia e 22 vezes da Copa da Liga Escocesa. O uniforme tradicional, usado desde 1903, é composto por: camisa com riscas horizontais verdes e brancas, calções brancos e meias brancas. O Celtic tem aproximadamente 9 milhões de adeptos.

## História

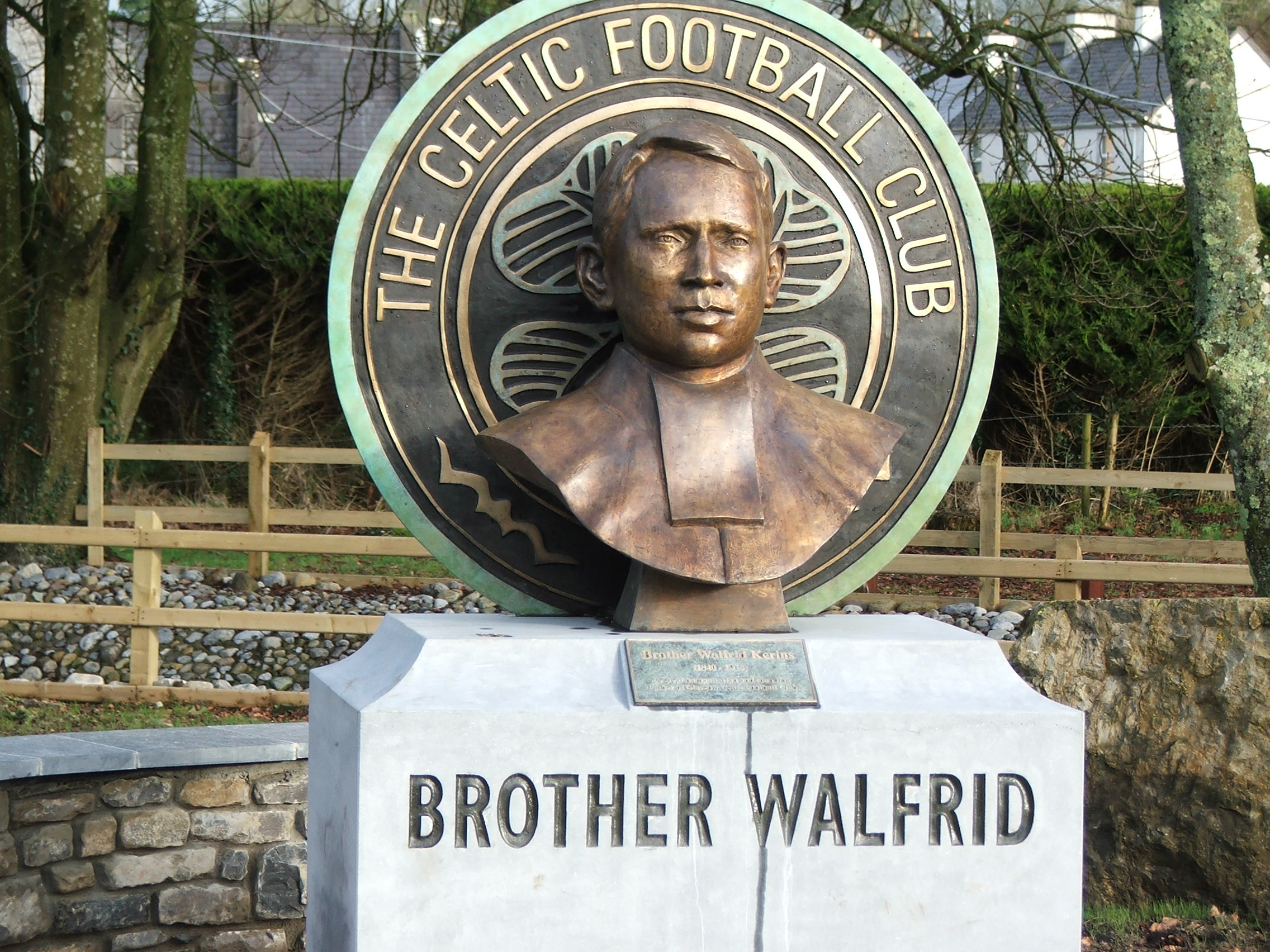
Memorial ao Irmão Walfrid Kerins em Ballymote, Irlanda.

O Celtic Football Club foi formalmente constituído na Igreja de St. Mary, na East Rose Street (atual Forbes Street), Calton, Glasgow, pelo irmão marista Walfrid Kerins em 6 de novembro de 1888, com  o propósito de aliviar a pobreza no leste de Glasgow.
O projeto de caridade chamava-se The Poor Children's Dinner Table. A população da região era formada, em sua maioria, por imigrantes irlandeses, vistos na época como cidadãos de segunda classe. Discriminados na condição de estrangeiros, eles recebiam salários inferiores à média. A escolha do nome Celtic foi uma maneira de propagar o orgulho que os integrantes tinham de suas origens. O novo clube alugou um terreno, e um grupo de voluntários trabalhou para transformá-lo em um campo de jogo.
O primeiro título do Celtic foi a Copa da Escócia de 1892, e no ano seguinte veio a conquista do Campeonato Escocês.

### O primeiro jogo
O primeiro jogo oficial do Celtic foi um amistoso jogado no velho Celtic Park, em 28 de maio de 1888 contra o Rangers. O Celtic vestia camisas brancas com uma gola verde e uma Cruz Céltica verde e vermelha no peito. As camisas foram doadas ao clube por Penman Brothers da Bridgeton Cross. Os calções eram pretos e as meias verde-esmeralda.
O resultado final do jogo foi Celtic 3x2  Rangers nos penaltis. Neil McCallum marcou o primeiro gol da história do Celtic Football Club. O time que jogou aquele dia era formado principalmente por jogadores emprestados do Hibernian.

### Willie Maley
Com seu primeiro 'manager', Willie Maley, o clube ganhou 30 competições relevantes em 43 anos. Ele guiou o Celtic na conquista de seis títulos nacionais seguidos, de 1904 a 1910, um recorde escocês que durou por 60 anos, até 1971, quando foi igualado e depois ultrapassado por Jock Stein.
Os anos de Maley também foram marcados por uma tragédia, quando o goleiro John Thomson foi acidentalmente morto em um Old Firm, em setembro de 1931. Thomson caiu no pé de Sam English (jogador do Rangers), sofrendo uma fratura no crânio e subseqüentemente morrendo no hospital naquela mesma tarde.

### 2.ª Guerra Mundial e a Coronation Cup
Jimmy McStay foi técnico do Celtic durante o período de guerra, entre 1940 e 1945. No entanto, não aconteceu nenhuma competição oficial durante esse período, e McStay é visto como somente um técnico interino.
Jimmy McGrory, maior artilheiro do Celtic, com 522 gols, assumiu em 1945. Com McGrory, o Celtic derrotou Arsenal, Manchester United e Hibernian para ganhar a Coronation Cup, torneio para comemorar o coroamento da Rainha Elizabeth II, em maio de 1953.
Em 19 de outubro de 1957, o Celtic bateu o Rangers por 7–1 na final da Copa da Liga Escocesa no Hampden Park. O placar ainda é recorde em finais de copas britânicas.

### Jock Stein e osLisbon Lions
Jock Stein sucedeu McGrory em 1965. Stein ganhou maior parte da sua fama como técnico do Celtic e é mundialmente conhecido como um dos grandes treinadores da história do futebol.
1967 foi o melhor ano de todos do Celtic. O clube ganhou todas as competições que disputou: Campeonato Escocês, Copa da Escócia, Copa da Liga, 'Glasgow Cup', e a Copa Europeia (atual Liga dos Campeões da UEFA). Com a liderança de Stein, e com Billy McNeill como capitão, o Celtic derrotou a Internazionale de Milão por 2–1 no Estádio Nacional em Lisboa, Portugal em 25 de maio de 1967.
Os 11 jogadores que andaram naquele campo naquele dia e fizeram história subseqüentemente ficaram conhecidos como The Lisbon Lions. Jimmy 'Jinky' Johnstone, Bobby Lennox e Bobby Murdoch fizeram parte daquele time, e hoje são alguns considerados alguns dos maiores jogadores do Celtic de todos os tempos. A arquibancada do leste no Celtic Park é dedicada aos Lisbon Lions.
O Celtic disputou naquele mesmo ano a Taça Intercontinental contra o Racing da Argentina, tendo vencido o jogo de ida na Escócia por 1 a 0 e depois ter perdido na Argentina por 2 a 1. No jogo desempate, no Uruguai, vitória do Racing por 1 a 0. Essa última partida ficou conhecida como: Batalha de Montevidéu, pelas diversas faltas violentas e por diversas confusões dentro e fora de campo.
O Celtic chegou na final da Copa Europeia outra vez, em 1970, mas foi derrotado pelo Feyenoord por 2-1 no San Siro.
Jock Stein comandou o Celtic na conquista de nove títulos nacionais, de 1966 a 1974. Esse marco é conhecido como Nine in-a-row, estabelecendo um recorde mundial, já que o Celtic foi o primeiro time do mundo à conquistar tantos títulos nacionais seguidos.

### Anos 1980
Após a saída de Jock Stein, Billy McNeill, capitão dos Lisbon Lions, foi contratado como técnico em Agosto de 1978, sendo campeão nacional logo na primeira temporada, vencendo o Rangers por 4-2 na última partida do campeonato. McNeill liderou o Celtic em outras duas conquistas do campeonato escocês, em 1981 e 1982, e na conquista da Copa da Escócia, em 1980. No entanto, após alguns desentendimentos com parte da diretoria, o capitão dos Lisbon Lions foi retirado do cargo, em 1983.
David Hay, outro ex-jogador, assumiu o Celtic em julho de 1983. Porém, somente 2 anos depois o Celtic voltou a ganhar um título. Em 1985 Celtic estava perdendo por 1-0 na final da Copa da Escócia pro Dundee United e virou para 2-1, graças a fantástica cobrança de falta de Davie Provan e um 'peixinho' de Frank McGarvey. No ano seguinte, Celtic ganhou o Campeonato Escocês no último dia da temporada na mais improvável das circunstancias. Com chances de ganhar o título, Celtic precisava ganhar o jogo final com margem de 3 gols ou mais contra o St. Mirren, e torcer para uma derrota do Hearts. O Hearts perdeu por 2-0 e o Celtic ganhou por 5-0, no jogo que garantiu a conquista, na Love Street, em Presley.
Billy McNeill retornou ao clube em 1987, comandando o Celtic numa campanha de 31 jogos invictos, culminando em uma histórica dobradinha ao ganhar o Campeonato Escocês e a Copa da Escócia na temporada do centenário do clube. No entanto, o sucesso gerado pelo retorno de McNeill foi seguido por uma campanha ruim na temporada seguinte, incluindo uma derrota por 5-1 contra o Rangers. A campanha do time foi horrível e após uma derrota contra o Aberdeen nos pênaltis, na final da Copa da Escócia de 1990, McNeill foi sacado.

### A década perdida
Durante a década de 1990, o Celtic conquistou apenas três títulos: Copa da Escócia de 1995, Copa da Liga Escocesa de 1998 e o Campeonato Escocês de 1998. Essa década foi marcada pela transformação financeira do clube e pelo seu afastamento das competições europeias, devido ao fracasso na conquista de títulos.
Liam Brady assumiu o comando do Celtic, tornando-se apenas o oitavo manager em 100 de história do clube, mas não o primeiro a ter sido um jogador do clube. Ele falhou como manager e em 22 de outubro de 1991, no primeiro jogo da Copa da UEFA contra o Neuchatel Xamax, da Suíça, o Celtic perdeu por 5-1. Na partida de volta no Celtic Park ele só conseguiu comandar uma vitória por 1-0, sendo precocemente eliminado do torneio. Juntando a derrota na CIS Cup contra o Airdrie United, Brady partiu, assim chegando outro ex-jogador, Lou Macari.
Para aliviar a considerável divida financeira, Fergus McCann reconstitui o Celtic como uma companhia pública limitada, a Celtic PLC. A emissão de ações rendeu 14 milhões de libras para o refinanciamento do clube e assim houve a reforma no Celtic Park, tornando-se um estádio que comporta 60.830 torcedores, todos sentados, e assim rivaliza com os melhores estádios na Europa. Durante esse período Lou Macari foi sacado e substituído pelo também ex-jogador, Tommy Burns, que restaurou um estilo mais ofensivo de jogar. Por causa do fracasso no Campeonato Escocês, Burns foi retirado do cargo.
Depois da demissão de Burns, o ex-zagueiro do Celtic, Roy Aitken, era o mais cotado para assumir o comando de 'manager'. No entanto, a direção do clube fez uma escolha surpreendente, contratou como 'manager' o holandês Wim Jansen. Além disso foi anunciado que a tradicional posição de 'manager' no Celtic Park havia sido abolida, dividindo as responsabilidades de 'manager' em técnico e diretor técnico.
Com um número significativo de novas contratações (incluindo Henrik Larsson por uma quantia de £650,000), o Celtic ganhou a Copa da Liga. Apesar do triunfo, as celebrações ficaram cessaram logo quando Jansen recusou fundos extras para fortalecer seu time. Assim ele se demitiu apenas 2 dias depois do clube levantar o título.
A temporada de 1999-2000 foi uma das mais desastrosas da história do clube. Kenny Dalglish retornou ao clube como diretor técnico e John Barnes assinou como técnico. Barnes nunca havia dirigido um clube profissional e isso refletiu nos resultados. Seguido de uma série de resultados horríveis, incluindo a eliminação da Copa da UEFA e a perna quebrada de Henrik Larsson em Lyon, o Rangers aumentou sua liderança na Liga e Barnes foi mandado embora.
Em 8 de fevereiro de 2000, Celtic era o anfitrião de uma partida da Copa da Escócia contra o Inverness Caledonian Thistle Caley Thistle, da segunda divisão e que foi criado em 1994. Muitos protestos contra Barnes formaram a partida e uma esperada vitória do Celtic não veio. O Caley Thistle ganhou a partida por 3-1, uma das maiores zebras da história da Copa da Escócia.Depois da partida, Barnes falou a imprensa que que ficou satisfeito com a performance do time,e acreditou que o time simplesmente não teve sorte. A memorável manchete do jornal The Sun do dia seguinte, atribuída a um sub-editor júnior foi:
- Super Caley Go Ballistic, Celtic Are Atrocious[19]

Poucas pessoas ficaram surpresas com a saída de Barnes 2 dias depois.
Kenny Dalglish assumiu como técnico até o fim da temporada de 1999-2000 e trouxe Tommy Burns para ajudá-lo. Dalglish ainda retinha o respeito dos jogadores, a performance não foi muito boa, o clube terminou 21 pontos atrás do Rangers no Campeonato Nacional e o título da Copa da Liga contra o Aberdeen foi a única consolação de um dos mais envergonhantes períodos da história do clube.

### Martin O'Neill
Martin O'Neill, um ex-jogador campeão da Europa com o Nottingham Forest, chegou ao clube após o fiasco de Barnes e Dalglish. No seu comando o Celtic ganhou 3 campeonatos escoceses (de 5 disputados) e na sua primeira temporada o time ganhou todas as competições nacionais disputadas. A temporada de 2000-01 foi memorável por causa de resultados excelentes contra o rival, Rangers. Uma famosa vitória por 6-2 no Old Firm inicial da temporada no Celtic Park provou a todos que o balanço de forças na Escócia havia trocado de lado. O 'Demolition Derby', como ficou conhecido, foi seguido de uma vitória do Rangers contra o Celtic por 5-1 no encontro subseqüente da Liga no Ibrox. No entanto, duas vitórias na Liga contra o Rangers, por 1-0 (no Celtic Park) e 3-0 (no Ibrox), asseguraram o primeiro título nacional de O'Neill. Nessa temporada o Celtic ganhou a sua primeira Tríplice Coroa desde 1969, ganhando a Copa da Liga e a Copa da Escócia.
Parte do sucesso de Martin O'Neill aconteceu no retorno do Celtic como grande força Europeia, talvez as custas dos triunfos em casa. Em três ocasiões seu Celtic classificou-se para a fase de Grupos da Liga dos Campeões da UEFA, e só uma fez falhou ao classificar o Celtic para a grande competição europeia, mas classificando para a Copa da UEFA. Na liderança de O'Neill, o Celtic Park virou uma fortaleza em competições nacionais e europeias.
Times como Juventus, Porto, Valencia, Barcelona visitaram Glasgow para enfrentar o Celtic e retornaram para casa derrotados. Na sua liderança o Celtic também começou uma corrida invicta de 77 jogos no Celtic Park que durou de 2001 a 2004 e bateu um recorde na Escócia de mais vitórias consecutivas em uma só temporada.
Em 2003, cerca de 80.000 torcedores do Celtic viajaram para assistir o clube competir na final da Copa da UEFA em Sevilha na Espanha. Este foi o maior número de torcedores que viajaram para assistir a um único jogo, segundo a UEFA e a Organização Governamental de Futebol Europeu. O Celtic perdeu a partida por 3-2 para o Porto na prorrogação. No entanto, houve muitas consolações como o exemplo da conduta de milhares de torcedores do Celtic e o premio que os torcedores ganharam da FIFA e da UEFA, o Fair Play Award.
Em 2005, travando uma intensa corrida pelo título da SPL, o Celtic chegou à última rodada na liderança, por 2 pontos, podendo até empatar no último jogo, com o Motherwell, dependendo do resultado do jogo do Rangers. Nos minutos finais o Celtic estava ganhando o jogo por 1-0, resultado que, independente do resultado do jogo do Rangers, levava a taça novamente para o Celtic Park.
No entanto, Scott McDonald, atacante do Motherwell que depois viria a se transferir para o Celtic, marcou dois gols. O Rangers venceu o Hibernians por 1-0, conquistando o título.
Nesta temporada o Celtic havia ganhado sete vezes consecutivas do Rangers.
O Celtic fechou a temporada uma semana depois, com uma vitória de 1-0 sob o Dundee United na final da Copa da Escócia, último jogo da vitoriosa campanha de Martin O'Neill no comando do Celtic, já que em 25 de maio de 2005, O'Neill tinha anunciado que iria deixar o clube, devido à atenção que queria dar a sua mulher Geraldine, que estava com linfoma, no fim da temporada.

## Elenco atual
Última atualização: 15 de fevereiro de 2025.

## Uniformes
- Primeiro uniforme: Camiseta branca com listras verdes horizontais, calção e meiões brancos;
- Segundo uniforme: camisa verde, calção e meiões verdes;
- Terceiro uniforme: Camiseta preta, calção e meiões pretos.

| 1.º Uniforme | 2.º Uniforme | 3.º Uniforme |

| 1888 | 1889–1903 | 1903–1932 | 1932–1965 | 1965 em diante |

## Patrocinadores e material esportivo
| Período     | Fornecedor esportivo |
| ----------- | -------------------- |
| 1976 − 2005 | Umbro                |
| 2005 − 2015 | Nike                 |
| 2015 − 2020 | New Balance          |
| 2020 −      | Adidas               |

| Período     | Patrocinador |
| ----------- | ------------ |
| 1984 − 1991 | CR Smith     |
| 1991 − 1992 | Ford Peoples |
| 1993 − 1997 | CR Smith     |
| 1997 − 1999 | Umbro        |
| 1999 − 2003 | NTL          |
| 2003 − 2010 | Carling      |
| 2010 − 2013 | Tennent's    |
| 2013 − 2016 | Magners      |
| 2016 −      | Dafabet      |

## Temporadas recentes

### 2005-06
O ex-jogador do Aberdeen e da seleção da Escócia, Gordon Strachan, assumiu como técnico  do Celtic em 1.º de junho de 2005, com um contrato semelhante ao de Martin O'Neill, já que poderia se estender em um ano. Garry Pendrey foi escolhido assistente.
O clube passava por momentos difíceis e foi graças a contratação do meia japonês Shunsuke Nakamura que a equipe voltou a ser a maior do país, com o jogador o Celtic conquistou o tricampeonato escocês, muito graças as exímias assistências e cobranças de falta de Shunsuke.
Em seu primeiro jogo oficial, contra o Artmedia Bratislava em 27 de julho de 2005, o Celtic perdeu de 5-0 na primeira-mão de uma importante fase de qualificação para a UEFA Champions League, sofrendo a pior derrota na história do clube e a maior margem de derrota desde a temporada 1963-64, quando o Celtic perdeu de 6-0 do Kilmarnock F.C no Rugby Park. Na segunda-mão contra o Artmedia Bratislava o Celtic ganhou de 4-0 mas foi eliminado da no resultado agregado.
No primeiro jogo da temporada 2005-06 da SPL em 30 de julho de 2005, o Celtic, que estava ganhando de 3-1 do Motherwell quando foi ao intervalo, acabou empatando a partida por 4-4 depois de um suado gol de empate marcado  por Craig Beattie.
O nono gol contra o Celtic em duas partidas oficiais no comando de Strachan foi o maior número de gols sofridos pelo clube em partidas consecutivas por 14 anos.
No entanto, com esses contratempos e uma derrota contra o Rangers no primeiro Old firm da temporada em Ibrox, o Celtic ganhou uma série de partidas consecutivas, incluindo duas vitórias contra o Rangers, e voltou a figurar no topo da SPL.
O Celtic tirou seus rivais Rangers da Copa da Liga Escocesa em 19 de novembro de 2005 e o Celtic foi eliminado da Copa da Escócia em 8 de janeiro de 2006, pelo time da divisão inferior Clyde F.C
Os comandos de Strachan bateram o Rangers novamente em 12 de fevereiro e bateram um recorde, 17 vitórias nos últimos 21 jogos contra o Rangers. O Celtic ganhou a Copa da Liga com uma vitória de 3-0 sob o Dumfermline Athletic em 19 de março. Eles bateram um novo recorde de gols numa partida da SPL, uma vitória de 8-1 contra o Dunfermline em fevereiro de 2006, onde Maciej Zurawski marcou 4 gols e deu o passe para outros 2.
Em 5 de abril de 2006 o Celtic conquistou o seu 40.º título nacional graças a um gol marcado por John Hartson na vitória de 1-0 contra o Hearts no Celtic Park. O título foi o 4.º em 6 anos para o Celtic. Este foi conquistado com 6 rodadas de antecedência. Os Bhoys levantaram o troféu na partida contra o Hibernian no Celtic Park, que terminou em 1-1.
Em abril de 2006, o time reserva e o sub-19 também conquistaram seus títulos, completando uma tríplice coroa nos campeonatos nacionais. O time reserva do Celtic ganhou seu 5.º título consecutivo e o sub-19 seu 4.º título consecutivo.

### 2006-07
Tão bom foi o começo de temporada para o Celtic, que Paddy Power apostou em 4 de novembro de 2006 que o Celtic seria campeão, com apenas 13 jogos disputados. No meio de novembro o Celtic estava a 15 pontos do 2.º colocado.
Em 21 de novembro, o Celtic derrotou o Manchester United por 1-0 no Celtic Park, se classificando para as oitavas de final pela primeira vez desde que o formato da Champions League mudou em 1993, sendo sorteado para enfrentar o Milan. Depois dos jogos terem acabado em 0-0, a corrida do Celtic na Champions League terminou por um gol milanês  marcado por Kaká no tempo extra.
Durante a janela de transferências de janeiro de 2007, o Celtic contratou os jogadores do Hearts Steven Pressley e Paul Hartley, o zagueiro Jean-Joël Perrier-Doumbé do Rennes e o goleiro Mark Brown do Inverness Caledonian Thistle.
Em 22 de abril de 2007 o Celtic ganhou seu 41.º campeonato nacional e o segundo consecutivo. O título foi ganho por uma cobrança de falta de Shunsuke Nakamura nos acréscimos em uma vitória contra o Kilmarnock.
Em 26 de maio de 2007 o Celtic ganhou a Copa da Escócia pela 34.ª vez batendo o Dunfermline por 1-0.

### 2007-08
O Celtic reforçou o time para a temporada, contratando Scott Brown, Chris Killen, Scott McDonald e Massimo Donati. O ex-capitão Neil Lennon se transferiu para o Nottingham Forest depois de passar 7 anos no Celtic.

## Estádio
Seu estádio é o Celtic Park, localizado em Parkhead, suburbio de Glasgow. O estádio é conhecido por Parkhead, devido à região onde está o estádio, e foi apelidado de Paradise pelos torcedores do Celtic.
É o segundo maior estádio da Escócia (depois do Murrayfield) e é o segundo maior estádio de clube do Reino Unido (depois do Old Trafford).
O Celtic Park foi inaugurado em 1892 e em 1995, após esforços para sua modernização, teve a capacidade reduzida para 60 832 espectadores. O recorde de público vem de um confronto entre Celtic e Rangers em 1.º de janeiro de 1938, com um total de 92 000 espectadores.
Em 2004, o Celtic anunciou que estão sendo feitas melhorias que são "parte do plano de renovação do estádio em cinco anos e assegurará que nós continuemos no caminho para alcançar o status de Estádio 5-estrelas da UEFA".
Peter Lawell, o Chefe Executivo do clube, falou em abril de 2007 que a Main Stand, arquibancada que não sofreu grandes alterações desde a construção do estádio em 1892, poderia ser remodelada para comportar mais 8000 espectadores, mas no momento isto era considerado muito caro. Com essa possível reforma na Main Stand, a capacidade total do Celtic Park seria de 69 000 pessoas.
Em 2014 o Celtic Park vai receber a cerimônia de abertura da 20.ª edição dos Jogos da Commonwealth.

## Lennoxtown

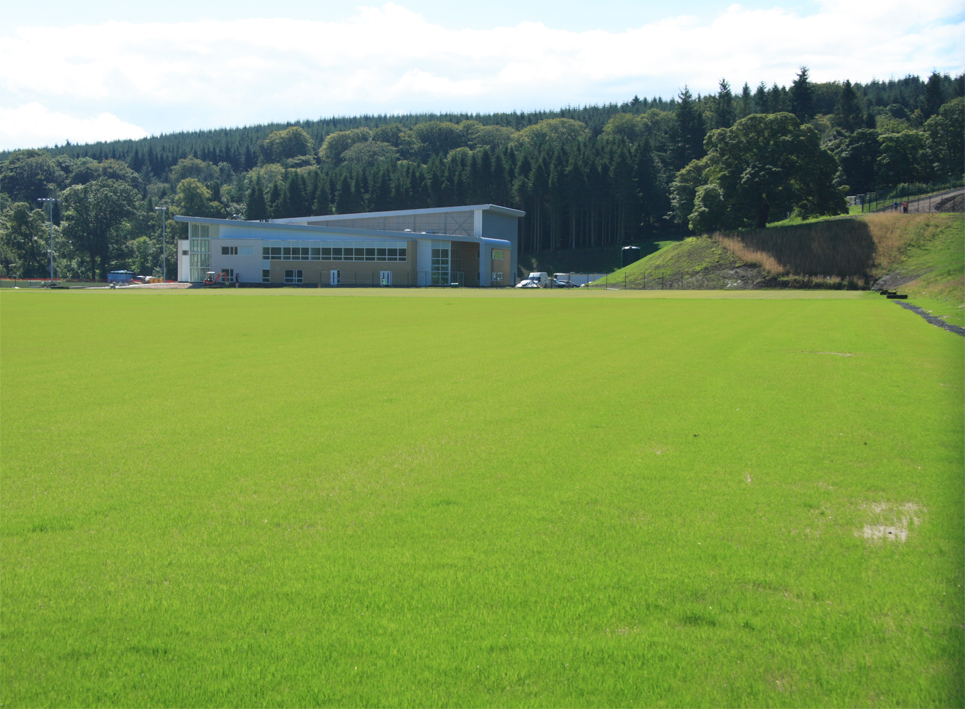
Centro de Treinamento de Lennoxtown

Lennoxtown é o centro de treinamentos do Celtic. Inaugurado em 9 de outubro de 2007, foram gastos £8 milhões em novos equipamentos e na construção do complexo.
O novo CT fica à 37 minutos do Celtic Park, em East Dunbartonshire, numa área de 186.000m² perto das Colinas de Campsie Fells.
O complexo foi construído nas terras do antigo National Health Service nas adjacências do desocupado Lennox Castle Hospital e foi projetado para assumir a posição do antigo CT de Barrowfield, que vinha sendo utilizado desde a época de Jock Stein. Foi oficialmente aberto em 9 de outubro de 2007 pelo então presidente do Celtic Brian Quinn.
Oito milhões foram gastos na construção de um grande número de instalações de primeira classe. Dentre essas instalações, estão 3 campos de futebol de grama natural em padrão UEFA para treinos e campos para partidas com aquecimento subterrâneo, um campo de grama artificial e uma área adicional de treinamento de goleiros.

## Títulos
| CONTINENTAIS | CONTINENTAIS                                | CONTINENTAIS | CONTINENTAIS |
|              | Competição                                  | Títulos      | Temporadas |
| ------------ | ------------------------------------------- | ------------ | --- |
|              | Liga dos Campeões da UEFA                   | 1            | 1966–67 |
| NACIONAIS    |                                             |              | |
|              | Competição                                  | Títulos      | Temporadas |
|              | Campeonato Escocês                          | 55           | 1892–93, 1893–94, 1895–96, 1897–98, 1904–05, 1905–06, 1906–07, 1907–08, 1908–09, 1909–10, 1913–14, 1914–15, 1915–16, 1916–17, 1918–19, 1921–22, 1925–26, 1935–36, 1937–38, 1953–54, 1965–66, 1966–67, 1967–68, 1968–69, 1969–70, 1970–71, 1971–72, 1972–73, 1973–74, 1976–77, 1978–79, 1980–81, 1981–82, 1985–86, 1987–88, 1997–98, 2000–01, 2001–02, 2003–04, 2005–06, 2006–07, 2007–08, 2011–12, 2012–13, 2013–14, 2014–15, 2015–16, 2016–17, 2017–18, 2018–19, 2019–20, 2021–22, 2022–23, 2023–24 e 2024–25 |
|              | Copa da Escócia (Recordista)                | 42           | 1891–92, 1898–99, 1899–00, 1903–04, 1906–07, 1907–08, 1910–11, 1911–12, 1913–14, 1922–23, 1924–25, 1926–27, 1930–31, 1932–33, 1936–37, 1950–51, 1953–54, 1964–65, 1966–67, 1968–69, 1970–71, 1971–72, 1973–74, 1974–75, 1976–77, 1979–80, 1984–85, 1987–88, 1988–89, 1994–95, 2000–01, 2003–04, 2004–05, 2006–07, 2010–11, 2012–13, 2016–17, 2017–18, 2018–19, 2019–20, 2022–23 e 2023–24 |
|              | Copa da Liga Escocesa                       | 22           | 1956—57, 1957–58, 1965–66, 1966–67, 1967–68, 1968–69, 1969–70, 1974–75, 1982–83, 1997–98, 1999–00, 2000–01, 2005–06, 2008–09, 2014–15, 2016–17, 2017–18, 2018–19, 2019–20, 2021–22, 2022–23 e 2024–25 |
| ESTADUAIS    |                                             |              | |
|              | Competição                                  | Títulos      | Temporadas |
|              | Copa de Glasgow                             | 29           | 1890–91, 1891–92, 1894–95, 1895–96, 1904–05, 1905–06, 1906–07, 1907–08, 1909–10, 1915–16, 1916–17, 1919–20, 1920–21, 1926–27, 1927–28, 1928–29, 1930–31, 1938–39, 1940–41, 1948–49, 1955–56, 1961–62, 1963–64, 1964–65, 1966–67, 1967–68, 1969–70, 1974–75* e 1981–82 |
|              | Copa de Caridade de Comerciantes de Glasgow | 28           | 1891–92, 1892–93, 1893–94, 1894–95, 1895–96, 1898–99, 1902–03, 1904–05, 1907–08, 1911–12, 1912–13, 1913–14, 1914–15, 1915–16, 1916–17, 1917–18, 1919–20, 1920–21, 1923–24, 1925–26, 1935–36, 1936–37, 1937–38, 1942–43, 1949–50, 1952–53, 1958–59 e 1960–61* |

Legenda
 Campeão invicto

* Indica que o título foi compartilhado

## O Celtic e a mídia
Em 1965, o Celtic começou a publicar seu próprio jornal, o The Celtic View, agora a revista de clube mais antiga no futebol. Foi uma ideia do futuro presidente Jack McGinn, que na época trabalhava no departamento de circulação do Beaverbrook Newspapers. McGinn mesmo editou o jornal nos primeiros anos, com a circulação inicialmente chegando a cerca de 26.000 cópias. Em 2020, era uma revista brilhante de 72 páginas com mais de 6.000 leitores semanais, e a revista de clube mais vendida no Reino Unido. Na primavera de 2020, a revista viu uma cessação temporária da produção devido ao surto da pandemia de COVID-19 no Reino Unido. No entanto, em agosto de 2021, o Celtic anunciou a retomada das atividades de produção para a revista, que foi transformada em uma publicação trimestral de 100 páginas.
A partir de 2002, o canal de TV na Internet do Celtic, Channel67 (anteriormente conhecido como Celtic Replay), transmitiu o próprio conteúdo do Celtic para o mundo todo e ofereceu cobertura ao vivo de partidas para assinantes fora do Reino Unido. Também fornecia três canais online. Em 2004, o Celtic lançou seu próprio canal de TV digital chamado Celtic TV, que estava disponível no Reino Unido através da Setanta Sports em plataformas via satélite e cabo. Devido ao colapso da Setanta no Reino Unido em junho de 2009, o Celtic TV parou de transmitir, embora o clube esperasse encontrar um novo parceiro de transmissão. Em 2011, o Celtic TV foi relançado como um serviço online e substituiu o Channel 67.

## Recordes
- O Celtic tem o recorde britânico de invencibilidade no futebol profissional: 69 jogos (60 vitórias, 9 empates), de 15 de maio de 2016 até 17 de dezembro de 2017 - um total de 582 dias (quando perdeu contra o Hearts).
- O Celtic também tem o recorde da SPL de invencibilidade em partidas jogadas em casa (77), que durou de 2001 até 2004 (acabando com uma derrota de 2 a 1 para o Aberdeen em 21 de abril de 2004), e o recorde de vitórias consecutivas em uma só temporada (25 jogos).
- Maior vitória: 11 a 0, contra o Dundee em 1895.[35]
- Maior margem de vitória na SPL: 9 a 0 contra o Aberdeen, em novembro de 2010.
- Maior derrota: 0 a 8 contra o Motherwell em 1937.[35]
- Maior derrota em casa: 0 a 5 contra o Hearts em 1895.
- Maior derrota pós-guerra em casa: 1 a 5 contra o Aberdeen em 1948
- Maior vitória na Europa: 9 a 0 contra o KPV Kokkola da Finlândia, 1970
- Maior derrota na Europa: 0 a 7 contra o FC Barcelona em 13 de setembro de 2016.
- Maior vitória contra o Rangers: 7 a 1 na final da Copa da Escócia de 1957
- Mais pontos ganhos em uma temporada: 72 (Premier Division, 1987-88, 2 pontos por vitória); 106 (Scottish Premiership, 2016/17, 3 pontos por vitória).
- Recorde de público contra o Rangers em casa: 92.000 contra o Rangers em 1938. 3 a 0 para o Celtic
- Jogador mais convocado para a seleção: Kenny Dalglish, convocado 102 vezes pela Escócia.
- Jogador que mais atuou: Billy McNeill, 790 jogos, de 1957 a 1975.
- Mais gols em uma só temporada: Henrik Larsson, 53.
- Jogador que mais marcou gols: Jimmy McGrory, 468 (mais 13 quando estava emprestado ao Clydebank).
- Primeiro time britânico a chegar à final da Copa Europeia.
- Primeiro time Escocês, Britânico e Norte-Europeu à ganhar a Copa Europeia.
- Único clube na história à ganhar a Copa Europeia com um time completamente formado de jogadores feitos em casa (pratas-da-casa) e o único escocês a chegar na final.[3][4]
- Maior placar em uma final de copa doméstica: Celtic 7 a 1 Rangers, Copa da Liga de 1957[36]
- Detém o recorde de maior público em um jogo de uma competição europeia: Celtic-Leeds United na Copa Europeia de 1970 no Hampden Park, Glasgow. Público oficial de 136 505.
- Mais rápido hat-trick na história do futebol europeu: Mark Burchill contra o Jeunesse Esch, de Luxemburgo, em 2000.
- Campeão mais antecipado do campeonato escocês. Ganhou com 8 jogos a serem jogados em 2017.
- Primeira publicação semanal do Reino Unido, o "The Celtic View".
- Recorde de maior custo de transferência entre 2 clubes escoceses: O Celtic comprou Scott Brown ao Hibernian em 16 de maio de 2007 por £4.4 milhões.[37][38]
- Primeiro estádio no Reino Unido a receber uma corrida de motocicletas de alta velocidade em 28 de abril de 1928.

### Recordes de público na Europa
Em 1937 o Celtic foi um dos protagonistas do maior público registrado entre clubes na Europa, ao disputar a final da Copa da Escócia contra o Aberdeen, quando estiveram reunidas 146.433 pessoas.
Na semifinal da Copa dos Campeões da Europa de 1970 contra o clube inglês Leeds United, bateu o recorde em jogos oficiais da UEFA com o comparecimento de 133.961 torcedores.

## Estatísticas

### Jogadores
Todos os jogadores são escoceses, a não ser os destacados com a bandeira do país de origem.
| #  | Name            | Career              | Gols |
| -- | --------------- | ------------------- | ---- |
| 1  | Jimmy McGrory   | 1922-1937           | 472  |
| 2  | Bobby Lennox    | 1961-1978 1979-1980 | 273  |
| 3  | Henrik Larsson  | 1997-2004           | 242  |
| 4  | Stevie Chalmers | 1958-1971           | 231  |
| 5  | Jimmy Quinn     | 1900-1917           | 217  |
| 6  | Patsy Gallacher | 1911-1926           | 192  |
| 7  | John Hughes     | 1960-1971           | 189  |
| 8  | Sandy McMahon   | 1891-1903           | 171  |
| 9  | Jimmy McMenemy  | 1902-1920           | 168  |
| 10 | Kenny Dalglish  | 1969-1977           | 167  |

| #  | Nome            | Carreira            | Jogos |
| -- | --------------- | ------------------- | ----- |
| 1  | Billy McNeill   | 1957-1975           | 790   |
| 2  | Paul McStay     | 1981-1997           | 678   |
| 3  | Roy Aitken      | 1976-1990           | 669   |
| 4  | Danny McGrain   | 1970-1987           | 661   |
| 5  | Packie Bonner   | 1978-1995           | 642   |
| 6  | Bobby Lennox    | 1961-1978 1979-1980 | 587   |
| 7  | Bobby Evans     | 1944-1960           | 548   |
| 8  | Jimmy Johnstone | 1962-1975           | 515   |
| 9  | Jimmy McMenemy  | 1902-1920           | 515   |
| 10 | Tommy Burns     | 1975-1989           | 504   |

## Notáveis jogadores

### Hall da Fama do Futebol Escocês
Até agora, 28 jogadores e técnicos do Celtic entraram no Hall da Fama do Futebol Escocês:
| - Roy Aitken - Bertie Auld - Stevie Chalmers - John Clark - Jim Craig - Paddy Crerand - Kenny Dalglish MBE | - Jimmy Delaney - Bobby Evans - Patsy Gallacher - Tommy Gemmell - Mo Johnston - Jimmy Johnstone - Paul Lambert | - Henrik Larsson - Bobby Lennox - Willie Maley - Danny McGrain - Jimmy McGrory - Billy McNeill - Paul McStay | - Bobby Murdoch - Charlie Nicholas - Ronnie Simpson - Jock Stein CBE - Gordon Strachan - John Thomson - Willie Wallace |

### Hall da Fama do Esporte Escocês
No Hall da Fama do Esporte Escocês, 5 jogadores e técnicos do Celtic foram escolhidos, são:
- Kenny Dalglish MBE
- Jimmy Johnstone
- Jimmy McGrory
- Billy McNeill MBE
- Jock Stein CBE

## Melhor Celtic de todos os tempos
O seguinte time foi votado como o melhor Celtic de todos os tempos por torcedores em 2002.

## Escudo
40.º Aniversário dos Leões de Lisboa

Escudo do Celtic em homenagem ao 40.º Aniversário dos Leões de Lisboa

- Um escudo contendo as frases: 25 de Maio - Leões de Lisboa - 40.º aniversário foi adotado na camisa da temporada 2007-08 devido aos 40 anos da conquista da Copa Europeia de 1967 pelo Celtic, com o time conhecido como Leões de Lisboa.

Ficaram conhecidos como os Leões de Lisboa devido a terem ganho a Taça dos Clubes Campeões Europeus a 25 de maio de 1967 contra o Inter Milão, por 2-1, no Estádio Nacional.
- Em uma cena do filme O Dia Depois de Amanhã uma televisão de um centro de controle está transmitindo um jogo de futebol entre o Celtic e o Manchester United em Glasgow em que Ruud Van Nistelrooy havia acabado de marcar para o time de Manchester. O comentarista da partida diz que é um jogo válido pela Liga dos Campeões da UEFA. Naquele tempo o Celtic nunca havia enfrentado o Manchester United em um jogo da Champions League e o time inglês só havia jogado uma vez em Glasgow, perdendo por 1-0 em 2006. Na cena do filme claramente se vê que o Celtic está jogando de azul, uma cor nunca usada pelo time e, curiosamente, as cores do rival Rangers. Na verdade o jogo mostrado é um jogo da pré-temporada do Manchester United nos EUA, contra o Boca Juniors. Na mesma série de jogos de pré-temporada o Manchester havia jogado contra o Celtic na Filadélfia e perdido por 2-1, gols de Alan Smith para os ingleses e de Chris Sutton e Craig Beattie para o Celtic.[45]
- A final da Copa da Escócia contra o Aberdeen em 1937 foi acompanhada por um público de 146.433 pessoas no Hampden Park em Glasgow, o que continua a ser um recorde para um jogo entre clubes no Futebol Europeu.[46]